# Antonio Negro (medico)
Antonio Negro (Alassio, 17 giugno 1908 – Roma, 25 marzo 2010) è stato un medico italiano.

## Biografia
Nella facoltà di Medicina della Sapienza a Roma come assistente di Nicola Pende, tra i promotori dell'omeopatia in Italia, nel 1932 fu tra i fondatori del Centro omeopatico romano (COR), di cui divenne direttore nel 1939.
È inoltre ricordato tra i fondatori dell'Associazione omeopatica italiana nel 1947.

## Opere
- L'omeopatia. Relazione, discussione e aggiornamento, Roma, 1951.
- La realtà omeopatica, Roma, 1960.